# John Frederick Bailey

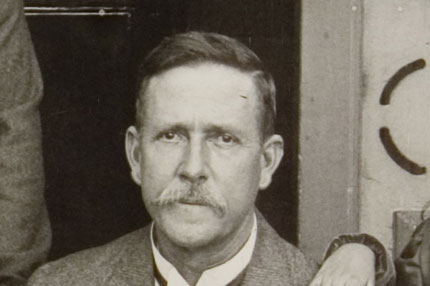
John Frederick Bailey

John Frederick Bailey (* 5. August 1866 in Brisbane; † 19. Mai 1938 ebenda) war ein australischer Botaniker und Gärtner. 

## Leben und Wirken
John Frederick Bailey wurde 1905 Direktor der Botanischen Gärten von Brisbane. Er übernahm von 1915 bis 1916 von seinem Vater, Frederick Manson Bailey, dessen Stelle als Staatsbotaniker von Queensland. Von 1917 bis 1932 war er Direktor der Botanischen Gärten von Adelaide.

## Autorenkürzel
Das Kürzel J.F.Bailey wird in botanischen Namen von Pflanzen verwendet, deren Erstbeschreibung von ihm publiziert wurde.

## Mitgliedschaften
John Frederick Bailey war Mitglied folgender Gesellschaften:
- Royal Society of Queensland, Schriftführer von 1893 bis 1905, Präsident ab 1909
- Horticultural Society

## Veröffentlichungen
- 1896: Report on the timber trees of Herberton District, North Quensland. 15 Seiten.
- 1906: A Selection of Flowering Climbers. 15 Seiten.
- 1910: Introduction of economic plants into Queensland. 102 Seiten.